# Pinley
Pinley var en civil parish 1866–1886 när det uppgick i Rowington, i grevskapet Warwickshire i England. Civil parish var belägen 7 km från Warwick och hade 23 invånare år 1881.